# MeetYourMakers
MeetYourMakers (сокращённо «MYM») — профессиональная киберспортивная организация из Лейпцига, Германия. Основанная в марте 2001 года Марком Питером «Mercy» Фрисом, организация преимущественно поддерживала команду по игре Counter-Strike.
В 2009 году MeetYourMakers была распущена, однако позже в этом же году возобновила деятельность.

## О проекте
Известность организации принесла команда по Warcraft III, считавшаяся одной из наиболее высокооплачиваемых команд в мире. Зарплата киберспортивной звезды Чана Джэ «Moon» Хо составляла 108 000$. Впечатляющие достижения команды потрясли участников так называемой «большой семёрки» киберспортивных команд G7 Teams, и MeetYourMakers получили приглашение присоединиться к этой организации. MYM входили в состав «большой семёрки» с августа 2006 года и до момента распада команды в 2009 году.
Наиболее известными игроками MeetYourMakers являлись игроки в Warcraft III Чан Джэ «Moon» Хо (третий номер мирового рейтинга, лучший игрок Кореи со времён первых больших побед в 2003 году), Яе Вук Нох (десятый номер в мире, пятый номер в Корее) и Мануэль «Grubby» Шенкхуйзен (лучший игрок мира в 2006 году). К моменту распада организации, MeetYourMakers добивались призовых мест в командных дисциплинах по Warcraft III, Counter-Strike, StarCraft и Defense of the Ancients.

## История
19 августа 2009 года была набрана новая команда сотрудников, а также было анонсировано возвращение на мировую киберспортивную сцену с новыми командами.
10 сентября 2009 года был оглашён состав команды по Warcraft III, 20 сентября — по Counter-Strike и, наконец, 4 октября — DotA.
30 марта 2010 года состав по Warcraft III был расформирован, так как два ведущих игрока Сунг Сик Ким («ReMinD») и Педро Морено («LucifroN») ушли из команды по различным причинам. Единственный оставшийся игрок Бен Бейкер («DeMusliM») не покинул организацию и стал первым представителем в StarCraft II. В апреле 2010 MYM официально объявили о создании состава по StarCraft II, в который вошёл известный игрок и комментатор Дэн Стемкоски («Artosis»).
18 февраля 2011 года был распущен состав по Counter-Strike. Игроки перешли под начало российской организации Moscow Five.
25 мая 2011 года была создана команда в дисциплине FIFA.
30 мая 2011 года в команду по дисциплине DotA Allstars вошёл русский профессиональный игрок Роман «DeMoN» Федотов.
28 августа 2011 года команда в дисциплине DotA Allstars была распущена. За несколько дней до этого ребята заняли четвёртое место на первом турнире по Dota 2.
31 августа 2011 года организация создаёт команду по League of Legends, в состав которой вошли почти все бывшие игроки испанской команды Wizards.
10 сентября 2011 года руководство организации приняло решение создать новую команду по DotA. В новый состав были включены сингапурские и малайзийские игроки, которые уже были знамениты выступлениями за команду Scythe.

## Составы дивизионов
| 12 ноября 2013 года на официальном сайте было объявлено, что организация берёт под своё крыло команду Dobry Gaming. 18 марта 2014 года организация объявила, что их пути с польским составом расходятся. Состав расформирован. Бывшие игроки: - Piotr «peet» Ćwikliński (с 12 ноября 2012 по 3 февраля 2013) Состав с 12 ноября 2013 по 18 марта 2014: - Мариуш «Loord» Цибульски - Michał «michu» Müller (с 3 февраля 2014) - Bartosz «Hyper» Wolny - Pawel «innocent» Mocek - Jacek «minise» Jeziak Подразделение расформировано 18 февраля 2016 года. Бывшие игроки Counter-Strike: Состав 28.07.2010 — 18.10.2010: - Dmitri «hooch» Bogdanov - Eduard «ed1k» Ivanov - Roman «ROMJkE» Makarov - Alexandr «xek» Zobkov - Andrey «XomA» Mironenko Состав 27.05.2010 — 08.07.2010: - Faruk «pita» Pita - Marcus «Delpan» Larsson - Marcus «zet» Sundström - Andre «BARBARR» Möller - Andreas «moddii» Fridh Состав на 17.12.2007: - Филип «Neo» Кубский - Виктор «TaZ» Войтас - Мариуш «Loord» Цибульский - Якуб «kuben» Гурчиньский - Лукаш «Luq» Вненк Состав на 26.10.2007: - Geir-Stian «juve9le» Svendsen - Johan «face» Klasson - Preben «prb» Gammelsæter - Sondre «REAL» Svanevik - Matis «noLA» Nygren Состав на 03.11.2006: - Ola «elemeNt» Moum - Geir-Stian «juve9le» Svendsen - Preben «oops» Josdal - Preben «prb» Gammelsæter - Sondre «REAL» Svanevik - Lasse «xione» Stokke | - Дэниель «XlorD» Спен Бывшие игроки StarCraft: - Дэн «Artosis» Стемкоски - Карло «ClouD» Джианаччо Подразделение расформировано 30 марта 2010 года. Бывшие игроки Warcraft III: - Мануэль «Grubby» Схенкхёйзен (Warcraft III) - Янг Яе «Moon» Хо (Warcraft III) - Рене «Ciara» Краг - Йанник «Era» Хубер - Нильс «NiLssoN» Нолтинг - Бенедикт «Salz0r» Зальцер - Маркус «gimli» Кнопп - Конрад «Mokatte» Кукиер - Кристиан «Czaru» Прзубльский - Мацеуш «Kikis» Скудларек - Якуб «Kubon» Туревич - Марек «Libik» Крейгель - Марек «Makler» Кукиер Состав на март 2014 года: - Джонатан «unicorn» Ардж - Андрес «Cr1t-» Нильсен - Маркус «Ace» Хоелгаард - Хампус «Mini» Олссон - Мете Хан «Exist» Аскют Бывшие игроки Dota 2: - Александр «Calculus» Ратцке - Андреас «Balsam» Лохте - Сильвестр «Link» Хоэльгаард - Анджело «THEneNo» Каула Гонзалез - Марцель «Atze» Бинз - Макс «qojqva» Брокер Подразделение расформировано 28 августа 2011 года. Бывшие игроки DotA: - Якоб «Maelk» Тофт-Андерсен - Расмус «Misery-» Берт Филипсен - Джимми «DeMoN» Хо - Доминик «Lacoste_» Стипич - Брайан «MaNia-» Странби - Амел «PlaymatE» Барудзийя - Мартин «Pusher» Моргенсен |

## Достижения

### Counter-Strike: Global Offensive
| Место | Турнир                           | Место проведения | Дата проведения                  | Призовые                     |
| ----- | -------------------------------- | ---------------- | -------------------------------- | ---------------------------- |
|       | Starladder ProSeries Season VIII | online           | 11 ноября - 15 декабря 2013 года | $700 и квота в StarSeries IX |

### Counter-Strike 1.6 male
| Место | Турнир                                | Место проведения | Дата проведения               | Призовые |
| ----- | ------------------------------------- | ---------------- | ----------------------------- | -------- |
|       | ASUS Cup Autumn 2010                  | Киев             | 20 и 27 — 28 ноября 2010 года | $4 700   |
| 7-12  | IEM IV World Championship Finals 2010 | Ганновер         | 2 — 6 марта 2010 года         | $2 000   |
| 8     | IEM IV European Finals 2010           | Кёльн            | 16 — 17 января 2010 года      | $1 000   |
|       | Dreamhack Winter 2009                 | Йёнчёпинг        | 26 — 29 ноября 2009 года      | $14 550  |
|       | IEM Global Challenge Dubai 2009       | Дубай            | 17 — 22 октября 2009 года     | $5 000   |
|       | Dreamhack Winter 2008                 | Йёнчёпинг        | 28 — 29 ноября 2008 года      | 2 450€   |
|       | IEM Dubai Global Challenge 2008       | Дубай            | 22 — 24 октября 2008 года     | $10 000  |
|       | IEM III Global Finals                 | Монреаль         | 17 — 19 октября 2008 года     | $        |
|       | ESWC 2008                             | Сан-Хосе         | 25 — 28 августа 2008 года     | $40 000  |
|       | Dreamhack Summer 2008                 | Флаг Швеции      | 16 — 17 июня 2008 года        | 6 000€   |
|       | Samsung European Championship 2008    | Ганновер         | 8 — 11 марта 2008 года        | 7 500€   |
|       | Samsung European Championship 2007    | Ганновер         | 16 — 18 марта 2007 года       | 3 000€   |
|       | CPL 2006 Winter Championships         | Даллас           | 19 — 20 декабря 2006 года     | $21 000  |

### LOL
| Место | Турнир                         | Место проведения | Дата проведения          | Призовые |
| ----- | ------------------------------ | ---------------- | ------------------------ | -------- |
|       | IEM Global Challenge Singapore | Сингапур         | 23 — 24 ноября 2012 года | $15 000  |

| - Dreamhack Winter 2007 - Dreamhack Summer 2009 - Netparty Fyn (LAN) - Gamescom 2009 - MYM Pride #11 - Garena ENADC #2 - DTS-CUP 2009 - DotaClub Pro Series - Dota Pride Tournament - ESL Major Series season IV - ESL Major Series season V - European Dota Championship Pro League - Pick League XI - Pick League XII - 2nd place - 2nd place - Farm 4 Fame 8 - Farm 4 Fame 9 - Farm4Fame 2.1 - 2nd Place - ESWC 2010 - RGC - Intel Challenge SuperCup #7 | - iCCup CL #3 - iCCup CL #4 - iCCup CL #5 - WGTour CL 2008 - White-ra World Cyber Games 2007 - Strelok World Cyber Games 2008 - GameStarLeague - Dreamhack Winter 2007 & Summer 2008 - White-ra at PGL 2008 - Iefnaij — TeamLiquidStarLeague | - NGL One Season V 2008 - WC3L Season XIII 2008 - ROTK 2008 - NGL One Season IV 2008 - WC3L Season XII 2007 - NGL One Season III 2007 - WC3L Season X 2007 - WC3L Season IX 2006 - NGL One Season I 2006 - WC3L Season VIII 2005 - WC3L Season VI 2004 |

## Сайт организации
Официальный сайт организации освещал ведущие киберспортивные события, турниры, а также содержал коммьюнити по Counter-Strike, Warcraft 3 и DotA. Редакторы и сотрудники посещали турниры по всему миру: от США до Китая.
Сайт myMYM.com в 2007 и 2008 годах становился номинантом премии eSports Award, учреждённой ESL. Репортёр и автор статей по Warcraft 3 Френк «Mirhi» Филдз в 2008 и 2009 году был претендентом на звание лучшего киберспортивного журналиста (англ. best eSports Journalist), в то время как Маркус «Wind» Хо был номинирован в 2007 году. 